# Spilomyia fusca
Spilomyia fusca är en tvåvingeart som beskrevs av Friedrich Hermann Loew 1864. Spilomyia fusca ingår i släktet trädblomflugor, och familjen blomflugor. Inga underarter finns listade i Catalogue of Life.